# Fridiburga
Fridiburga war eine alemannische Nonne und Äbtissin des Metzer Kloster St. Peter im 7. Jahrhundert.

## Leben
Fridiburga war die Tochter des alemannischen Herzogs Gunzo. Sie war mit dem Merowinger Sigibert III. (638–656) verlobt, erkrankte aber kurz vor der Hochzeit schwer. Nach der Heiligenvita des St. Gallus schickte Sigibert zwei Bischöfe mit reichen Geschenken zu Fridiburga, damit sie diese vom Krankheitsdämon befreiten, allerdings vergeblich. Als kurz darauf St. Gallus nach Überlingen kam, dem Hof des Herzogs, heilte er Fridiburga. Sie wurde dann nach Metz gebracht, wo sie allerdings aus dem Königspalast in die Kirche St. Stephan floh. Auf Anraten der Bischöfe verzichtete Sigibert auf die Ehe mit Fridiburga und heiratete darauf im Jahre 646 Chimnechild. Fridiburga lebte als Nonne im Metzer Kloster St. Peter, wo sie dann Äbtissin wurde.